# Bazaicha (rivier)
De Bazaicha (Russisch: Базаиха) is een 128-kilometer lange rivier in Midden-Siberië, in de Russische kraj Krasnojarsk en een rechter zijrivier van de Jenisej. Het is na de Jenisej en de Mana de derde rivier naar lengte in de stad Krasnojarsk.
De rivier ontspringt in de Oostelijke Sajan nabij de onbewoonde nederzetting Soechaja Bazaicha uit drie bronriviertjes en stroomt in noordwestelijke richting en stroomt uit in de Jenisej in de zuidwestelijke buitenwijken van de stad Krasnojarsk in het gelijknamige microdistrict Bazaicha. Het is een sterk meanderende rivier die grotendeels door een kloofdal loopt met steile oevers, die zijn begroeid met coniferen. De rivier stroomt voor een deel door de zapovednik Stolby.
De belangrijkste zijriviertjes zijn de Natsjoert, Kaltat, Dolgin, Zjistyk en Korbik. In de rivier zwemmen vissoorten als baars, kwabaal, lenok, pos, riviergrondel, serpeling, snoek, taimen en vlagzalm.
Plaatsen aan de rivier zijn Soechaja Bazaicha (onbewoond), Verchnjaja Bazaicha, Korbik (onbewoond), Zjistyk, Jerlykovka (onbewoond) en Krasnojarsk. In de 19e eeuw bouwden inwoners uit Krasnojarsk vele datsjas en andere buitenhuizen langs de oevers van de rivier van haar monding tot 14 kilometer hiervandaan. Bij Krasnojarsk is nabij de oevers het skicomplex Fanpark Bobrovy log aangelegd. Een ander skigebied in de vallei van de Bazaicha is Kasjtak.
In 1640 werd aan de monding het dorpje Bazaicha gesticht, dat grensde aan een hoog bergterras, dat 'gorodisjtsje' ("versterking") of 'berg Divan' werd genoemd. In de 17e eeuw werd hier een Tataars fort gesticht, dat door de Russen 'slangenfort' (Zmenoje gorodisjtsje) werd genoemd. Tijdens een schoolexcursie in 1883 opende Ivan Savenkov een neolithisch graf. Een jaar later werd gestart met systematisch archeologisch onderzoek van de omgeving van Krasnojarsk, waaronder ook de oevers van de Bazaicha. In 1931 werd gestart met de bouw van een bosbouwonderneming in de buurt van de monding van de Bazaicha, waarna het dorp Bazaicha uiteindelijk werd geannexeerd door Krasnojarsk. Op 18 kilometer ten westen van de monding ligt het spoorstation Bazaicha.